# Martin Heinrich
Martin Trevor Heinrich (* 17. října 1971 Fallon, Nevada) je americký politik za Demokratickou stranu. Od roku 2013 je senátorem USA za stát Nové Mexiko.
V roce 2004 byl zvolen členem městské rady Albuquerque v Novém Mexiku, v níž setrval do roku 2008. V letech 2009 až 2013 byl členem Sněmovny reprezentantů za novomexický první okrsek. V roce 2012 byl zvolen senátorem za Nové Mexiko poté, co ve volbách porazil kandidátku Republikánské strany Heather Wilsonovou se ziskem 51 % hlasů. Mandát senátora poté obhájil i v roce 2018. Jeho otec se narodil v německém Waldenburgu. Od roku 1998 je ženatý, má dvě děti.